# 피노키오의 모험 (1996년 영화)
《피노키오의 모험》(The Adventures Of Pinocchio)은 체코에서 제작된 스티브 바론 감독의 1996년 판타지, 가족, 모험 영화이다. 마틴 랜도 등이 주연으로 출연하였고 라주 파텔 등이 제작에 참여하였다.

## 출연

### 주연
- 마틴 랜도 ... 제페토 역
- 조나단 테일러 토마스 ... 피노키오 역

### 조연
- 롭 슈나이더 ... 볼페 역
- 우도 키에르 ... 로렌치니 역
- 베베 뉴워스 ... 펠리네트 역

## 기타
- 원작자: 카를로 콜로디
- 미술: 알랜 캐머런
- 의상: 모리지오 밀렌노티